# Budapest
Budapest (ungerskt uttal: [budɒpɛʃt]) är huvudstaden i Ungern. Staden består av stadshalvorna Buda och Pest, väster respektive öster om floden Donau. 1873 slogs Buda, Pest och Óbuda samman till en enda stad. Innan dess var de tre skilda städer.
Strax utanför Óbuda finns än idag spåren av en romersk stad från 100-talet, vid namn Aquincum. 1361 blev Buda Ungerns huvudstad. Budapest har drabbats av flera stora förstörelser men har återuppstått och har idag en befolkning på omkring 1,7 miljoner. Staden är indelad efter parisiskt mönster i 23 distrikt (kerület) med slottshöjden som första distrikt. Hela storstadsområdet omfattar Budapest samt ytterligare 80 omgivande kommuner, och har cirka 2,5 miljoner invånare.
Ett svenskt honorärkonsulat etablerades i Budapest 1873, vilket upphöjdes till honorärt generalkonsulat 1926, men det drogs in redan 1938.

## Geografi
Staden ligger ganska centralt i landet, på båda sidor av Donau. Staden omgives av flacka uppodlade slättområden med bland annat Ungerns bästa jordbruksmark.
Liksom övriga landet har staden ett mer eller mindre kontinentalt tempererat klimat med relativt små temperaturskillnader. Om sommaren dominerar en fuktig, sydostlig vind från Svarta havet med höga temperaturer följt av en luftfuktighet på 85-95%, vilket gör att höga temperaturer kan bli smått outhärdliga särskilt vid vindstilla väder.
Vintrarna domineras av en kamp mellan kalluften i öster och varmluften i söder, och temperaturskillnaderna är stora. I vissa fall kan sydliga mildluftsattacker ge uppemot 15 eller kanske 20 grader och sol, medan det också kan förekomma riktiga köldknäppar från nordost med lokalt nedemot -35 grader.

## Sevärdheter

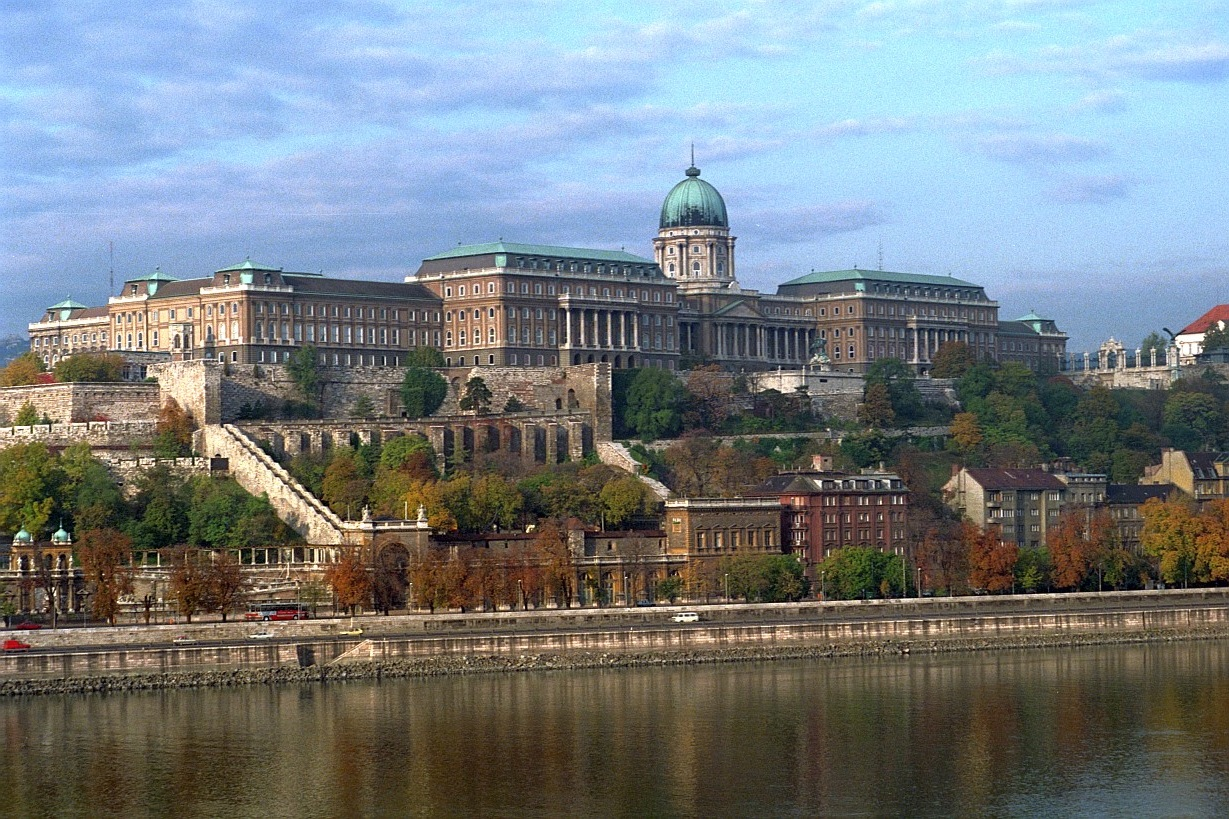
Budaslottet, Budai Vár, eller Kungliga palatset, Királyi Vár, på slottshöjden vid Donau på Budasidan.

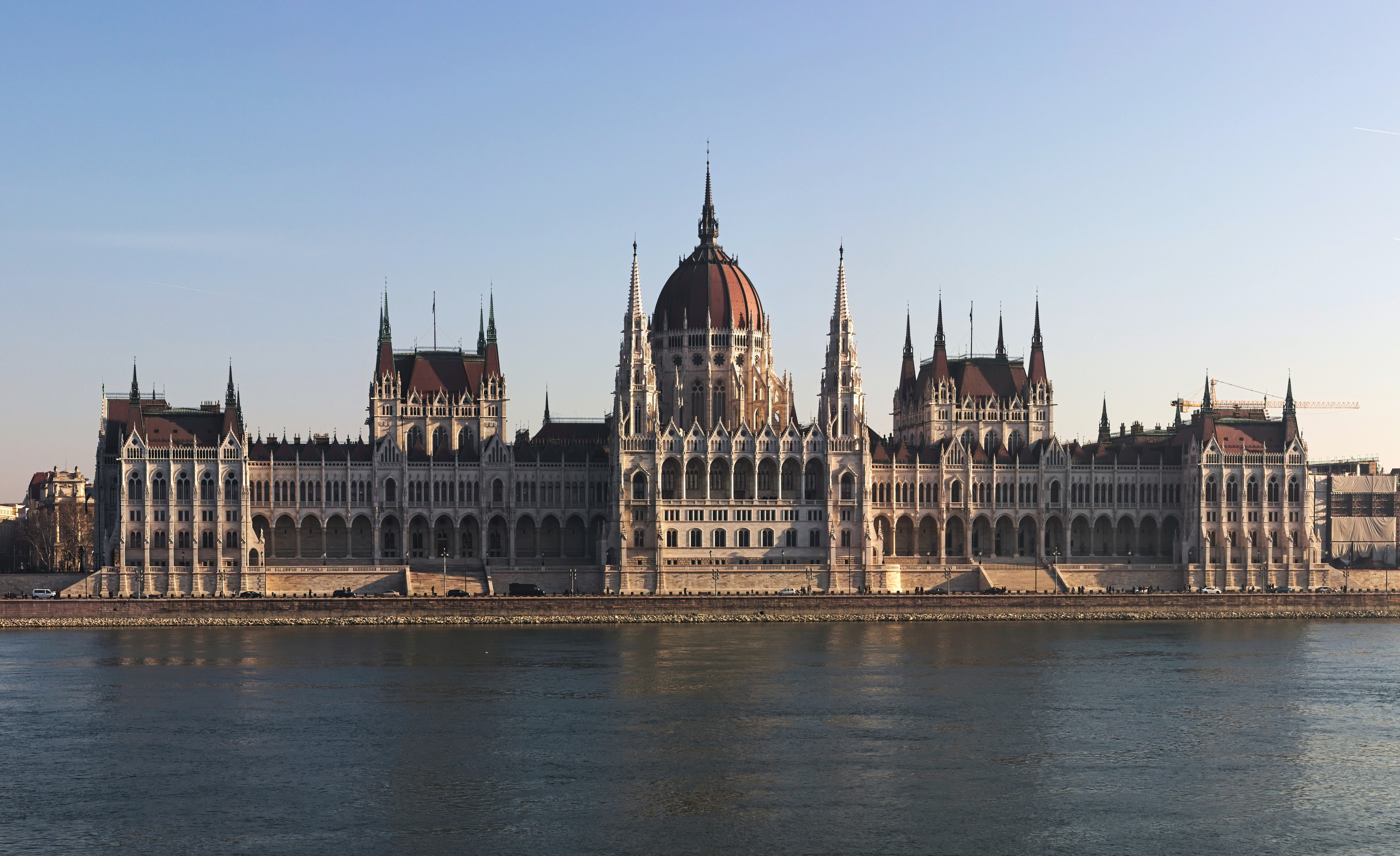
Ungerska parlamentet vid Donau på Pestsidan.

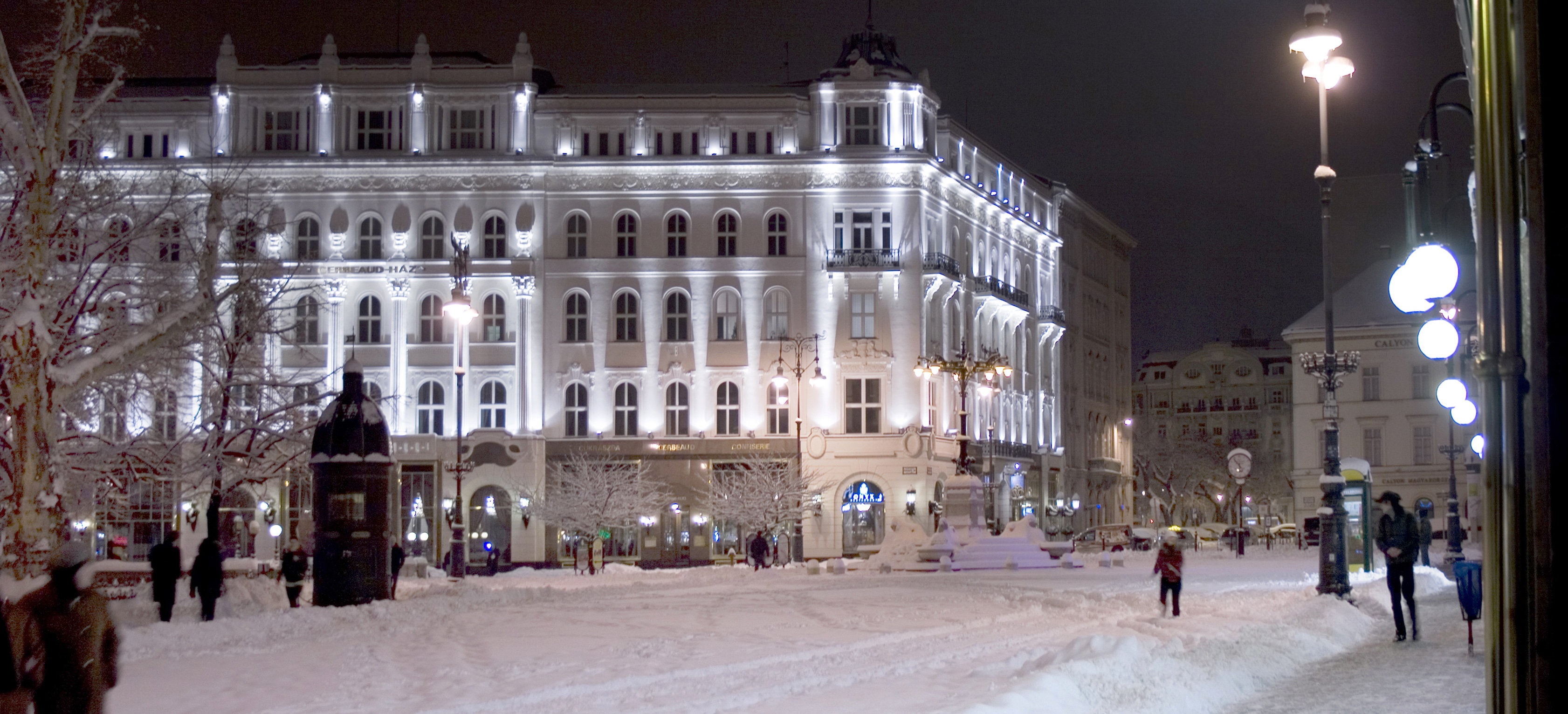
Vörösmarty tér i stadsdelen Belváros (innerstaden) i Budapests innerstad ligger på Pestsidan.

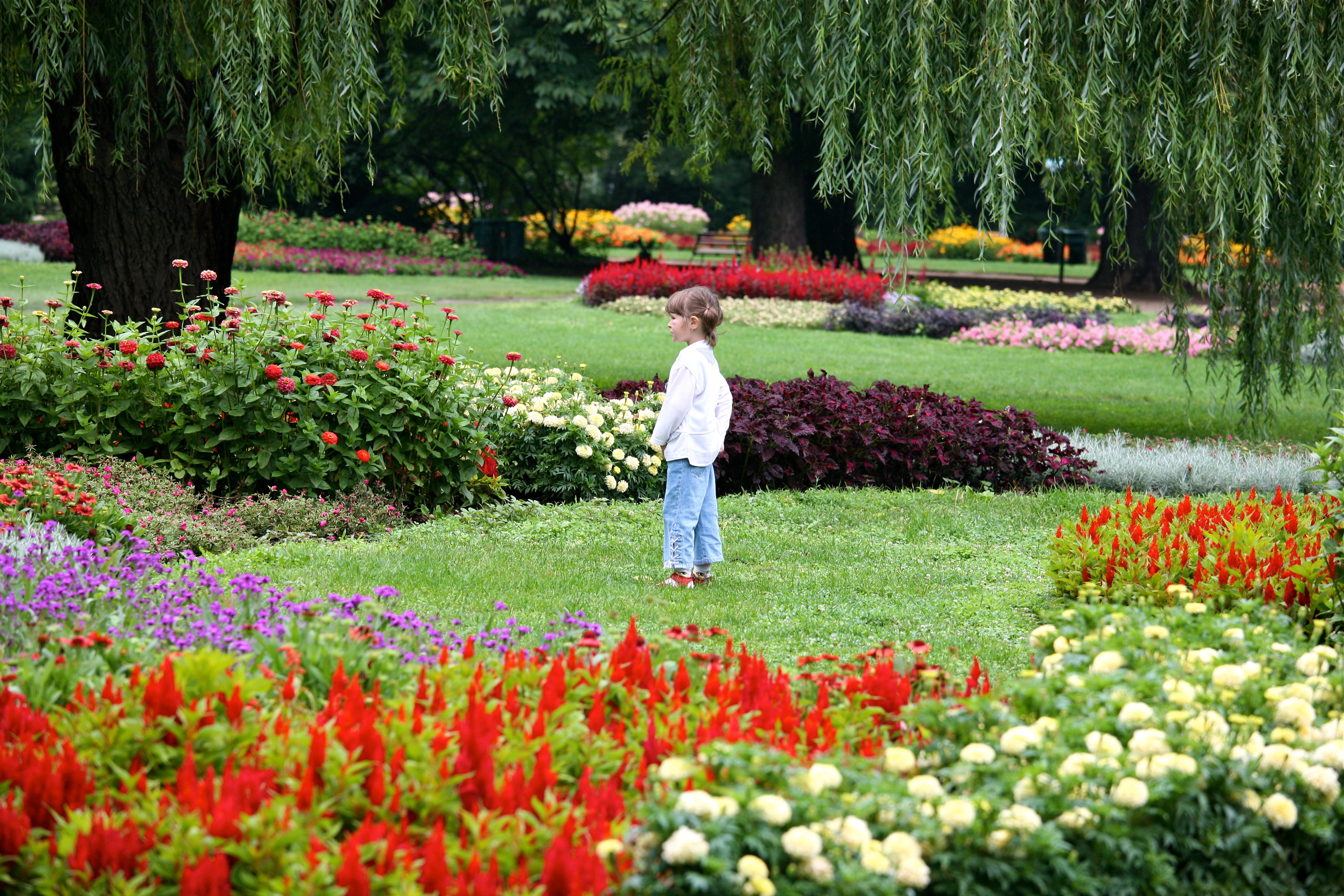
Margitsziget.

Pest är stadens kommersiella och kulturella centrum. Här finns boulevarderna eller "ringlederna" (körút) med en koncentration av parisiska caféer, teatrar och museer. Andrássy út, eller "Andrassyboulevarden", med bland annat Ungerska statsoperan, mynnar ut i Hjältarnas torg där även Konstmuseet finns. Hela området finns idag på Unescos världsarvslista. I närheten finns den stora Stadsparken med bland annat Széchenyi termalbad. 24 februari 2002 öppnades museet/monumentet "House of Terror" på Andrassyboulevarden. Museet visar hur Ungern gick igenom två terrorregimer, först under Tyskland och sedan under Sovjet. Huset på Andrássy ut 60 var Huvudkvarter för båda partier, med fängelsehålor i källaren där man bland annat kan besöka Raoul Wallenbergs fängelsecell. Den stora välkända gågatan Váci utca med Vörösmarty tér i Budapests innerstad tillhör huvudstråket för Budapests affärer, restauranger och caféer. Stora saluhallen är en av de största i sitt slag och välbesökt av turister. Förintelsemuseet är östra Europas första och ligger nära Ferenc körút och i närheten finns även Brukskonstmuseet (Iparművészeti Múzeum). I Pest finns även Ungerns parlamentsbyggnad samt flera universitet. Fler kända byggnader på Pestsidan är Sankt Stefansbasilikan, och Stora synagogan som är Europas största synagoga med plats för 3 000 personer samt New York Cafe som ligger i New York Palace. 
På Budasidan som är mer av historisk karaktär återfinns slottshöjden med kungliga slottet som idag är hem för bland annat Nationalgalleriet. Invid slottet ligger Mattiaskyrkan (Nagyboldogasszony-templom, "Vår stora glada frus kyrka") vars äldsta delar härstammar från 1200-talet. Kyrkan var kunglig kröningskyrka och här kröntes den siste konungen av Ungern, Károly (Karl), år 1916. I närheten finns en av de populäraste byggnaderna för turister, Fiskarbastionen. Från bastionen har man en enorm utsikt över hela staden. På den lilla gatan Uri utca nr 9 ligger Budaslottets labyrint, där man kan ta sig djupt ner i kalkstensberget och till en labyrint av grottor som grävdes på medeltiden. Man kan även få en guidad tur samt se en utställning om Ungerns historia med vaxdockor på detta ställe. Stadens mest kända bro, Kedjebron, förbinder Budasidan med Pestsidan. 
Budapest är även känt för sina spabadhus. Vattnet kommer från varma källor, oftast är temperaturen 30-36 grader där. Romarna byggde de första badhusen, men dessa är numera i ruiner. De drygt 150 år som staden var osmansk bidrog med en väl bevarad turkisk badhustradition. Rudas termalbad uppfördes 1550, under den osmanska ockupationen av Ungern. Badet har idag kvar mycket av de typiska elementen för ett turkiskt bad. Europas största badhus heter Széchenyi och ligger intill Stadsparken (Városliget) på Pestsidan. Ön Margitsziget ligger mitt i Donau och har en stor park med varma svavelkällor. Även det kanske mest kända Gellértbadet ligger på sluttningen till Gellertberget. Längst upp på Gellertberget står frihetsstatyn. Andra kända spa och badanläggningar är Lukács, Dagály, Palatinus och Római i Budapest. Utanför Budapest finns Memento Park, en park där man samlat ihop och låtit ställa upp alla kommunistiska statyer som tidigare fanns inne i centrala staden.

## Kommunikationer
Budapest har en väl utbyggd kollektivtrafik med ett av världens längsta spårvägsnät, flera tunnelbane- och busslinjer samt pendeltåg. Trafiken drivs av bolaget BKV. I Budapest finns även trådbussar och en enkel resa med lokaltrafiken kostar 350 forinter (cirka 10 SEK).

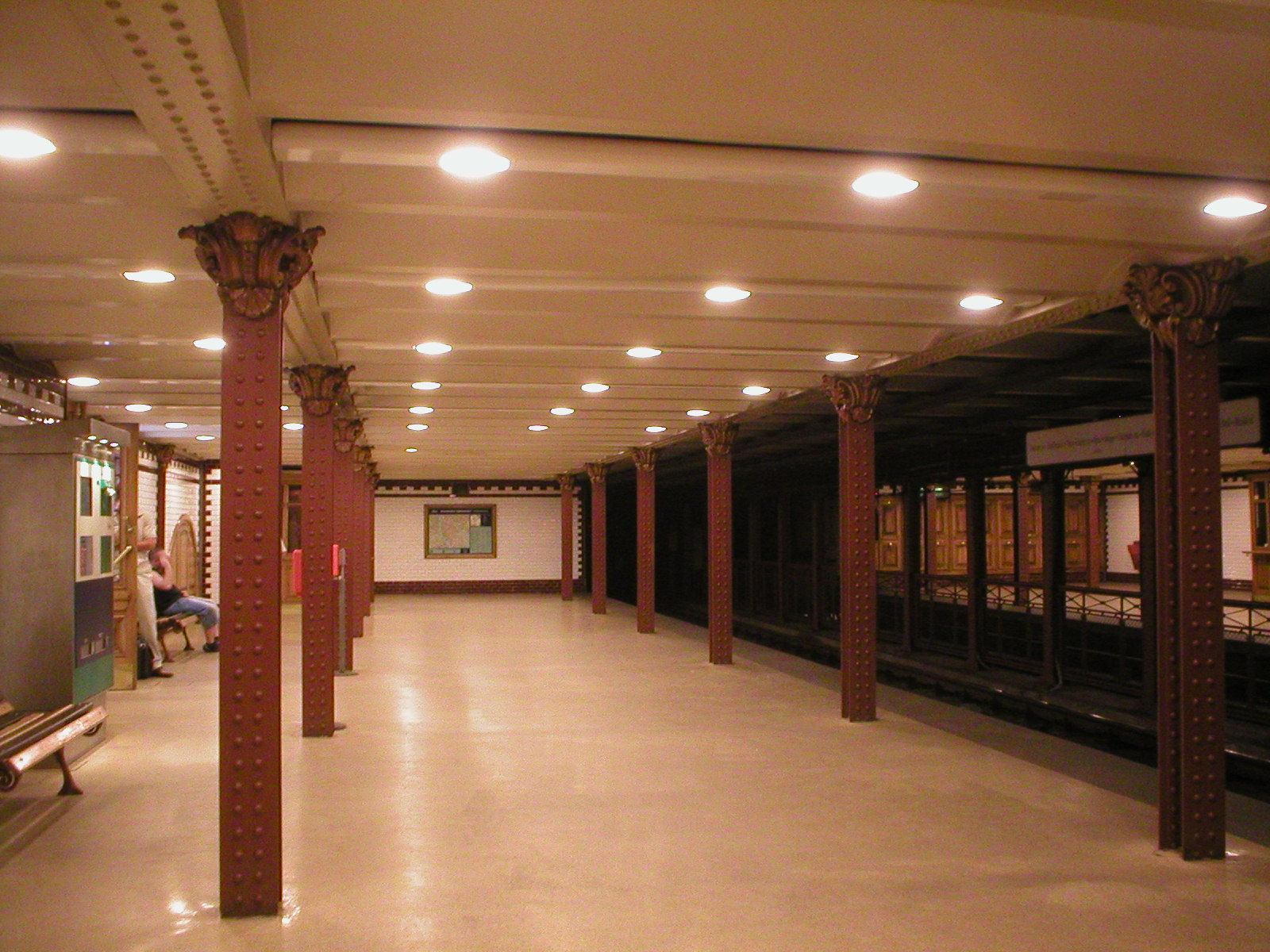
Budapests tunnelbana från 1896.

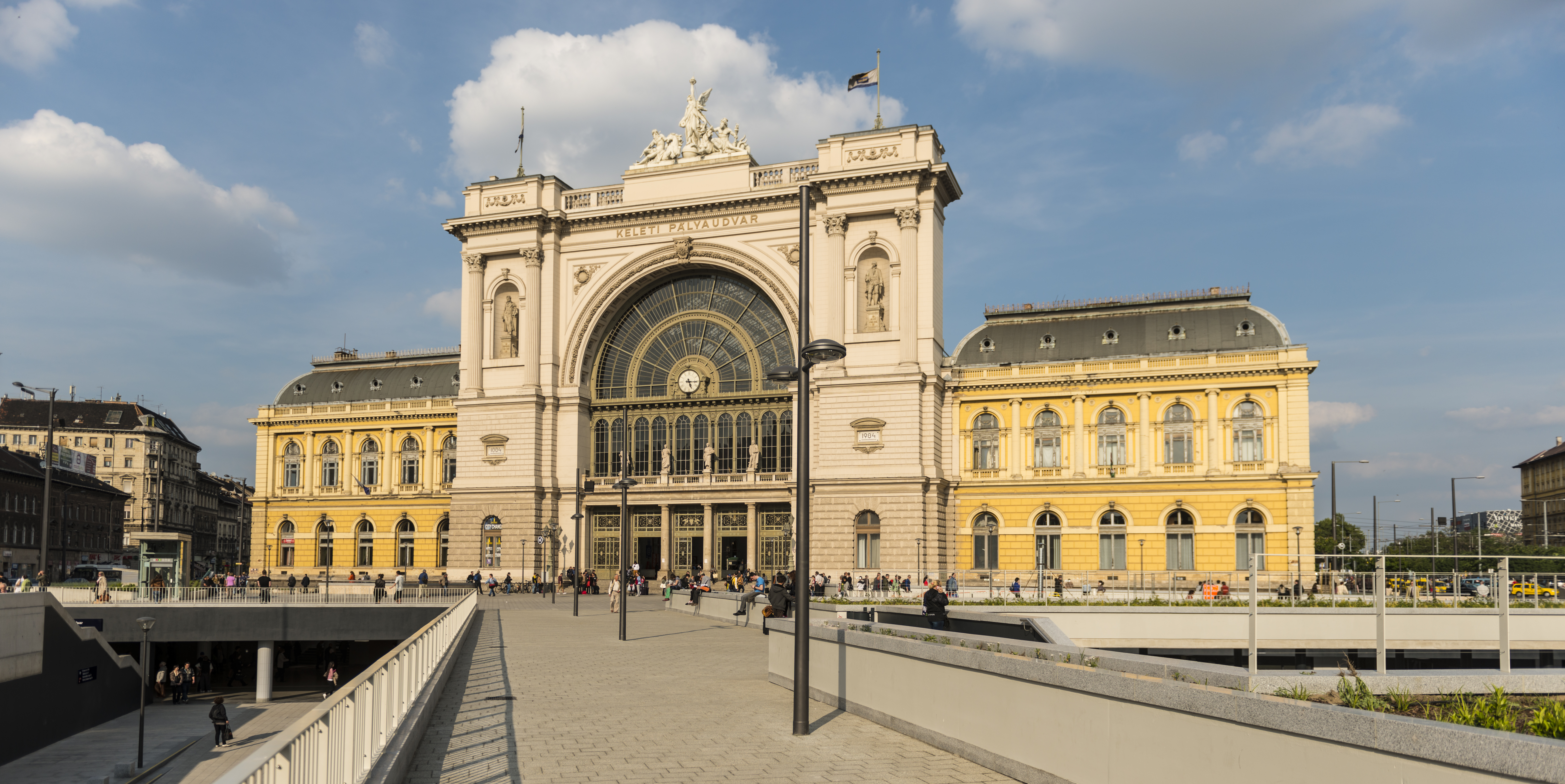
Östra station (Keleti pályaudvar).

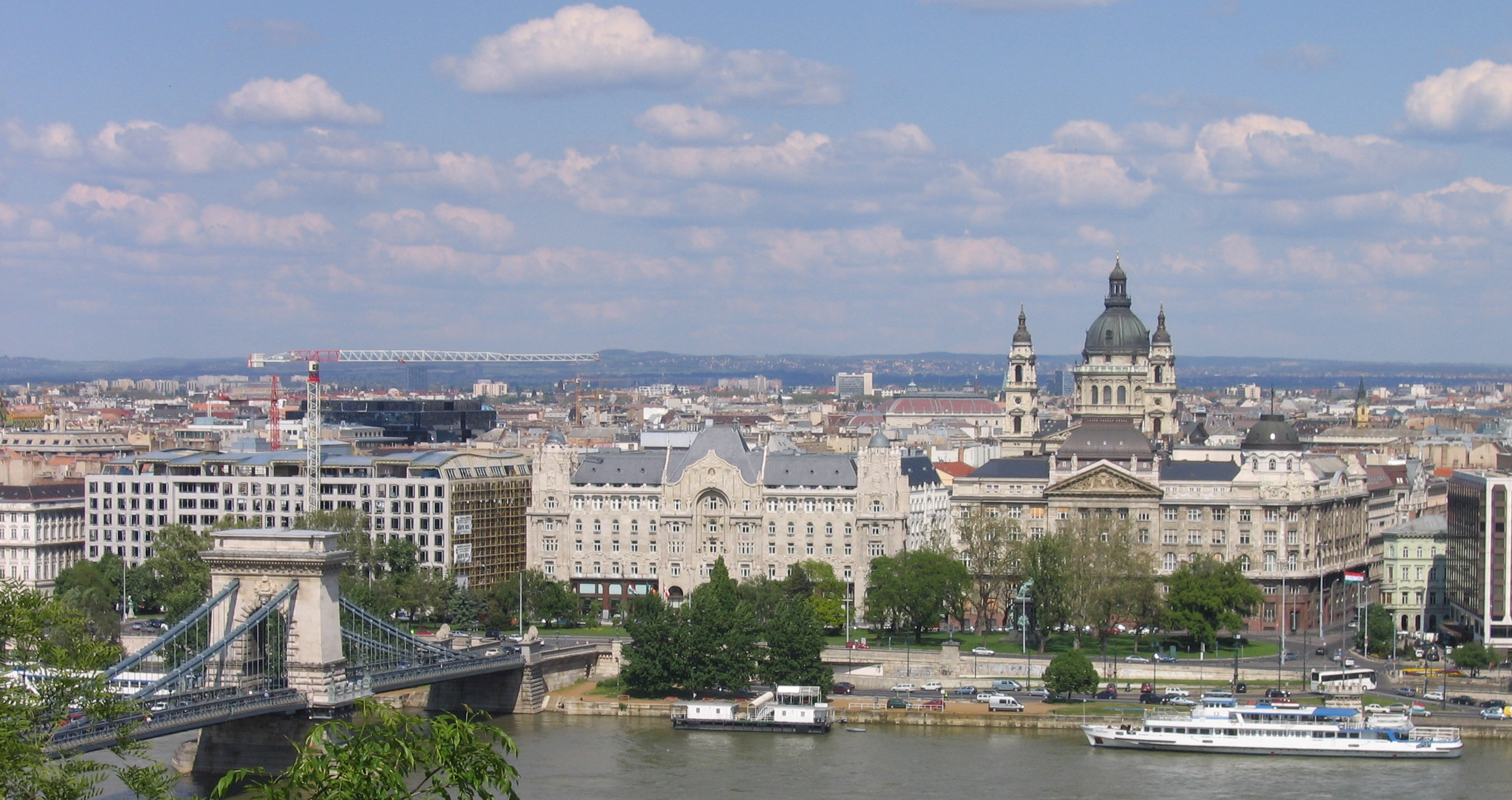
Vy från Budaslottet (Budai vár) över Kedjebron (Lánchíd eller Széchenyi lánchíd) och Donau mot Pestsidan.

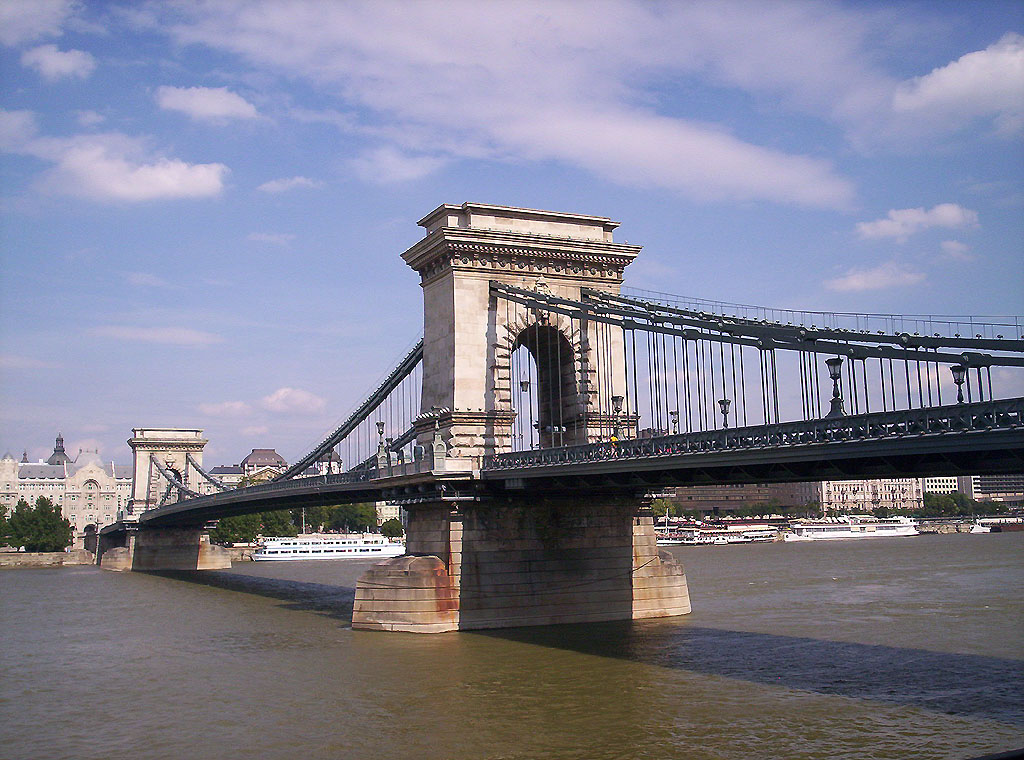
Kedjebron (Lánchíd eller Széchenyi lánchíd).

### Tunnelbana
Budapests tunnelbana öppnade redan 1896 och är, näst efter City & South London Railway i London, världens äldsta tunnelbana. Tunnelbanan har fyra linjer M1 (gul), M2 (röd), M3 (blå) och M4 (grön). M4 invigdes i mars år 2014. Tunnelbanan är smidig och snabb samt tar många passagerare. Den äldre linjen M1 har tätare mellan stationerna och mindre vagnar än linje M2, M3 och M4.

### Spårvagn
Budapests spårvagnar har över 30 olika linjer och ett nät som är 196 km långt. Staden täcks av linjer från alla håll och vagnarna har en gul färg. Budapest har bland annat världens längsta spårvagn som trafikerar de linjer som har flest passagerare. Széll Kálmán tér (Moszkva tér) utgör en stor knutpunkt för spårvagnstrafiken.

### Pendeltåg/Tåg
Budapests lokalbanor har fem olika linjer som trafikerar främst förorterna. Tågen är gröna med en bred vit dekorlinje nertill och är lätta att känna igen. I Budapest finns tre större järnvägsstationer, Keleti pályaudvar (Östra station), Déli pályaudvar (Södra station) och Nyugati pályaudvar (Västra station). Från dessa utgår järnvägar till i princip hela landet samt Budapests pendeltåg.
Om man vill åka upp på Budas berg kan man ta kuggstångsbanan från spårvagnshållplats Városmajor. Vid slutstationen kan man sedan byta till Barntåget, ett litet tåg som sköts av barn förutom chauffören som är vuxen. Högt uppe på berget kan man sedan kliva av och ta stolliften (Libegő) ner till staden och få en enorm utsikt. Vidare finns en bergbana i centrala staden vid Clark Adams-torget som går upp till slottet.

### Flyg
För flygtrafiken finns Liszt Ferenc-flygplatsen, som är navet för det ungerska flygnätet, och var hemmabas för Ungerns nationella flygbolag Malév innan detta gick i konkurs. Flygplatsen har också blivit populär för Europeiska lågprisflyget. Från flygplatsens terminal 1 och 2 kan man ta buss nr 200 till den närmaste tunnelbanestation som heter Kőbánya-Kispest på linje M3. Fram till den 16 mars 2011 hette flygplatsen Ferihegy.

### Motorväg
Budapest utgör ett nav för de ungerska motorvägarna som sträcker sig ut till olika delar av landet. Det går även motorvägar från Budapest som fortsätter mot Wien, Belgrad, Ljubljana, Bratislava och Zagreb.

## Broar
Flodstränderna förenas genom följande broar: 
- Rákóczibron (Rákóczi híd, tidigare kallad Lágymányosi híd)
- Petöfibron (Petőfi hid)
- Frihetsbron (Szabadság híd), 331 meter, öppnad 1896.
- Elisabetsbron (Erzsébet híd), 290 meter, öppnad 1903, sprängd under andra världskriget, ny bro öppnad 1964
- Széchenyiska Kedjebron (Széchenyi Lánchíd), 384 meter, öppnad 1849.
- Margaretabron (Margit híd), 567 meter, öppnad 1876.
- Árpádbron (Árpád híd)

Till det tillkommer två järnvägsbroar, en motorvägsbro samt en metrotunnel.

## Sport
Budapest Honvéd FC är en sportklubb i Budapest som är mest känd för sitt fotbollslag där den erkände fotbollsspelaren Ferenc Puskás spelade flera år innan han blev proffs i Real Madrid. Han spelade 86 landskamper och gjorde lika många mål under sin tid i landslaget. Dessutom hålls årligen Ungerns Grand Prix i Formel 1 på Hungaroring, som ligger strax utanför Budapest, sedan 1986. Budapest har också fotbollslaget Ferencváros TC som har spelat i både Europa League och i Uefa Champions League.

## Bilder

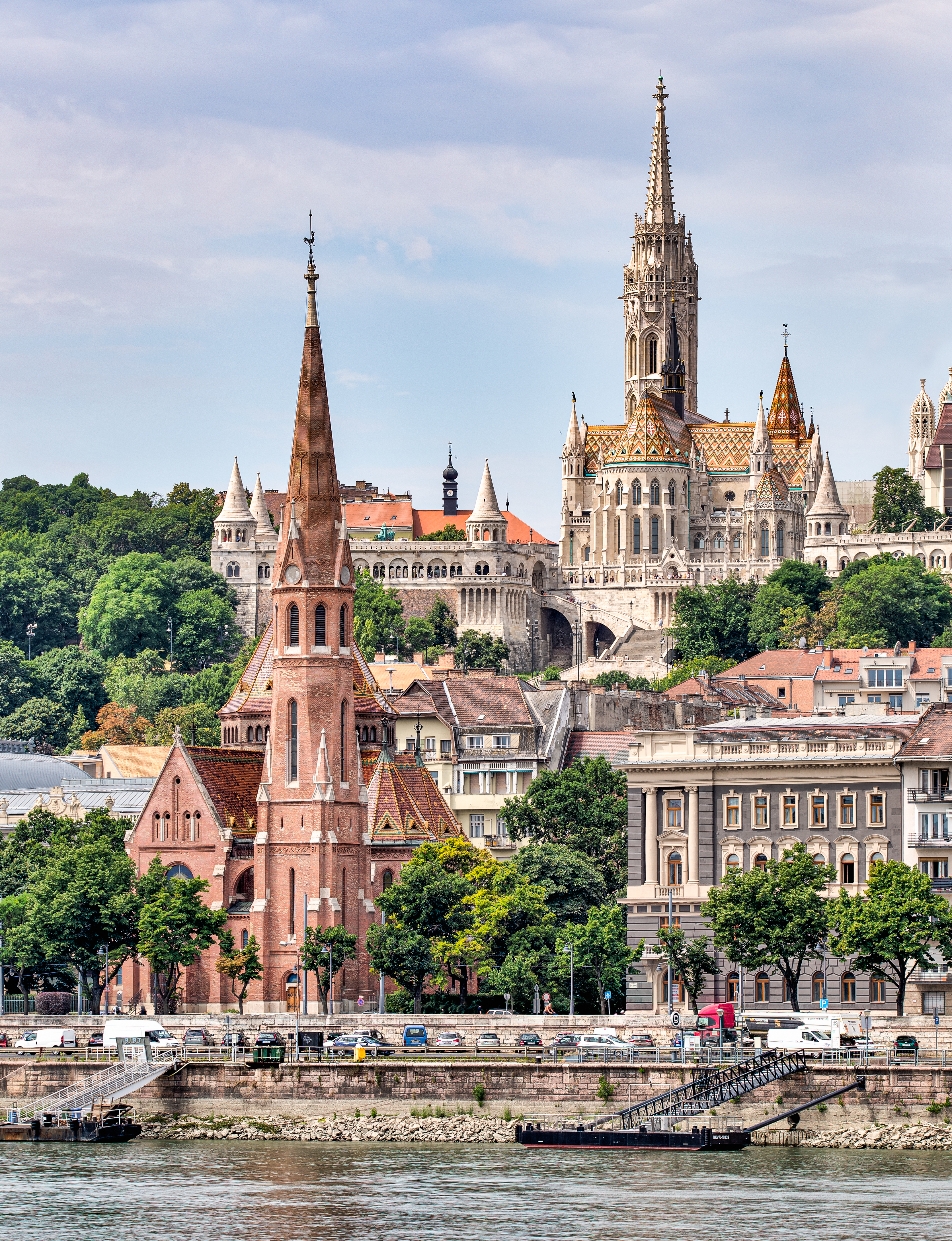
Szilágyi Dezső-torgets reformerta kyrka och, bakom Fiskarbastionen, Mattiaskyrkan.
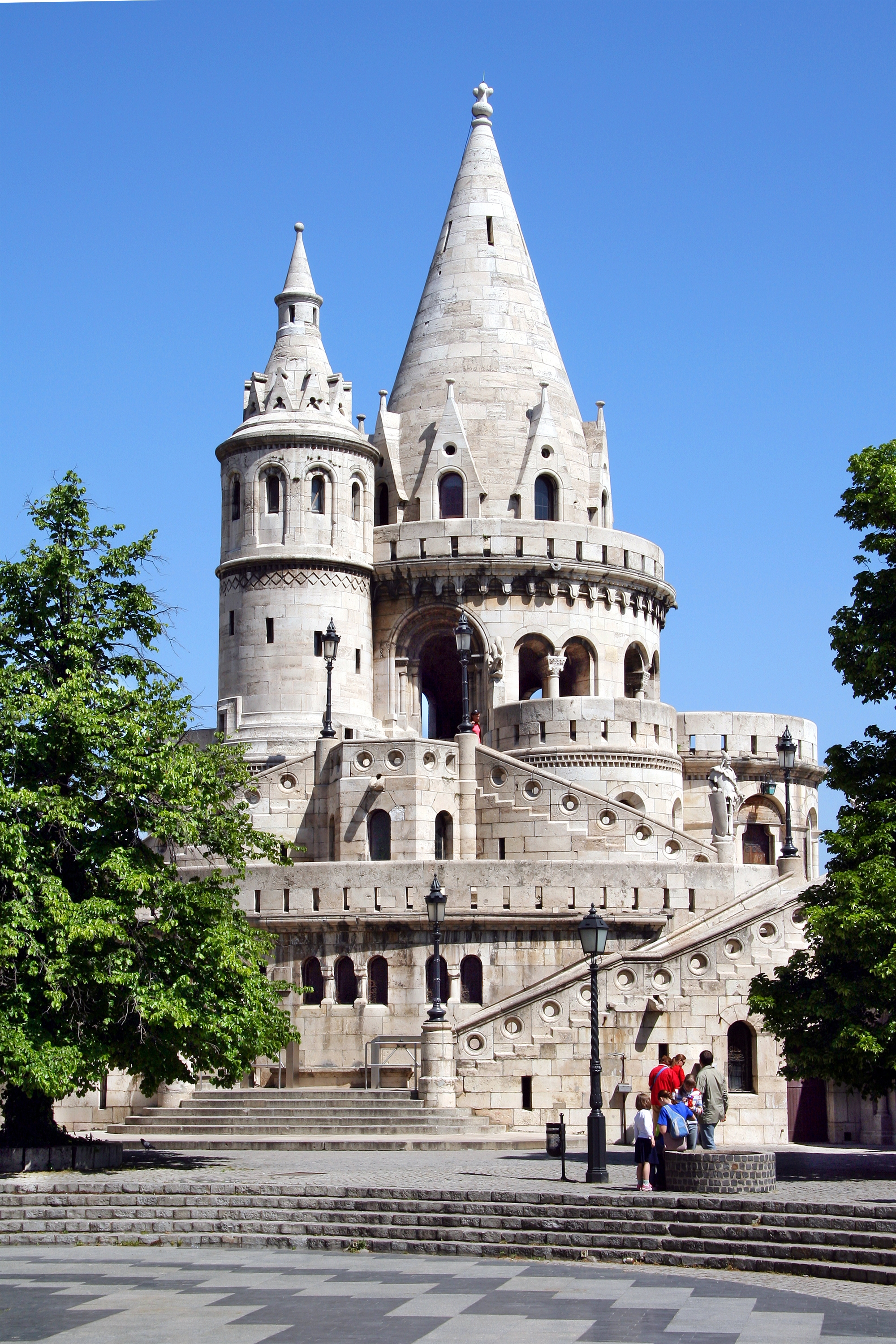
Fiskarbastionen.
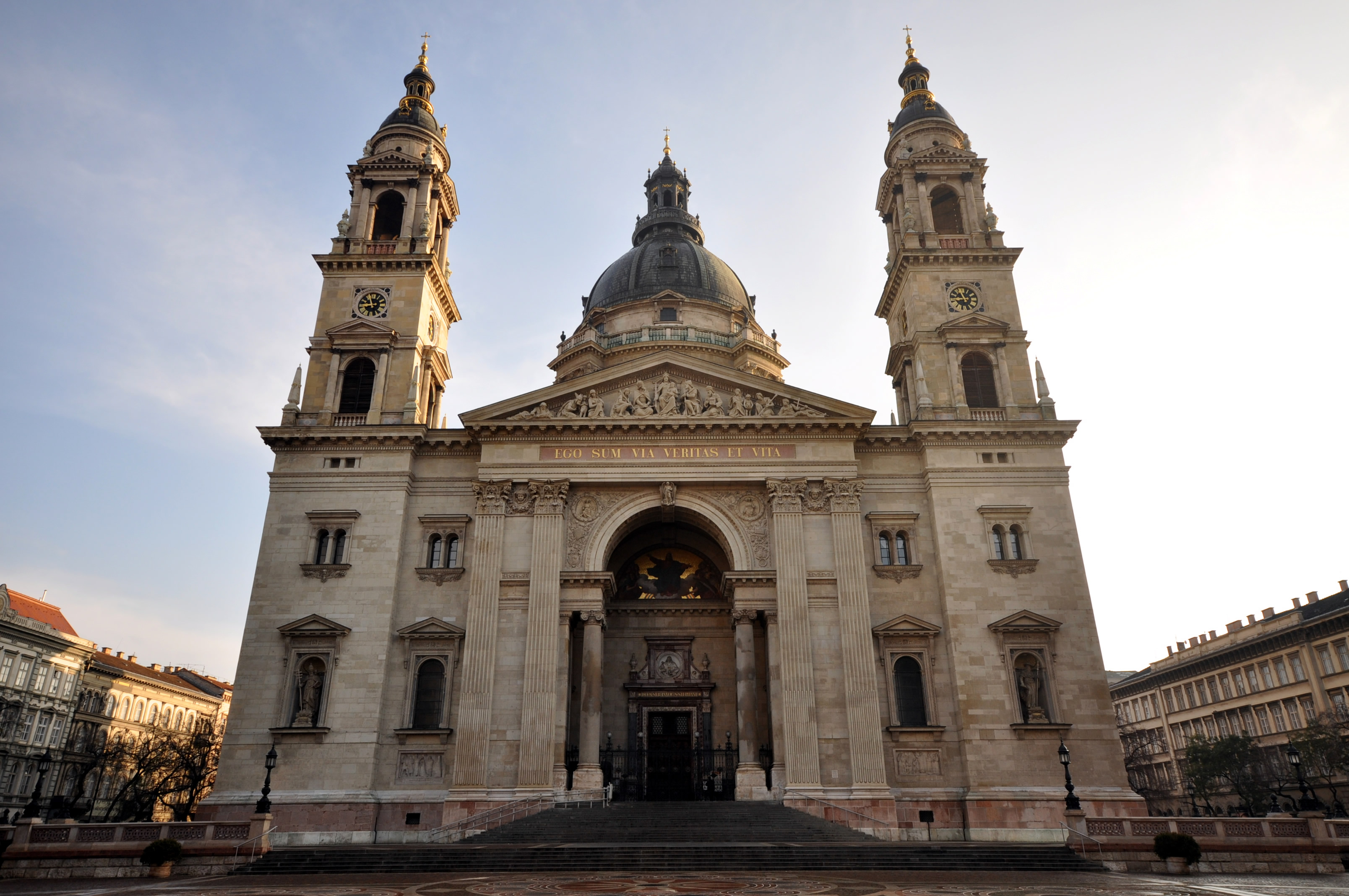
Sankt Stefansbasilikan.
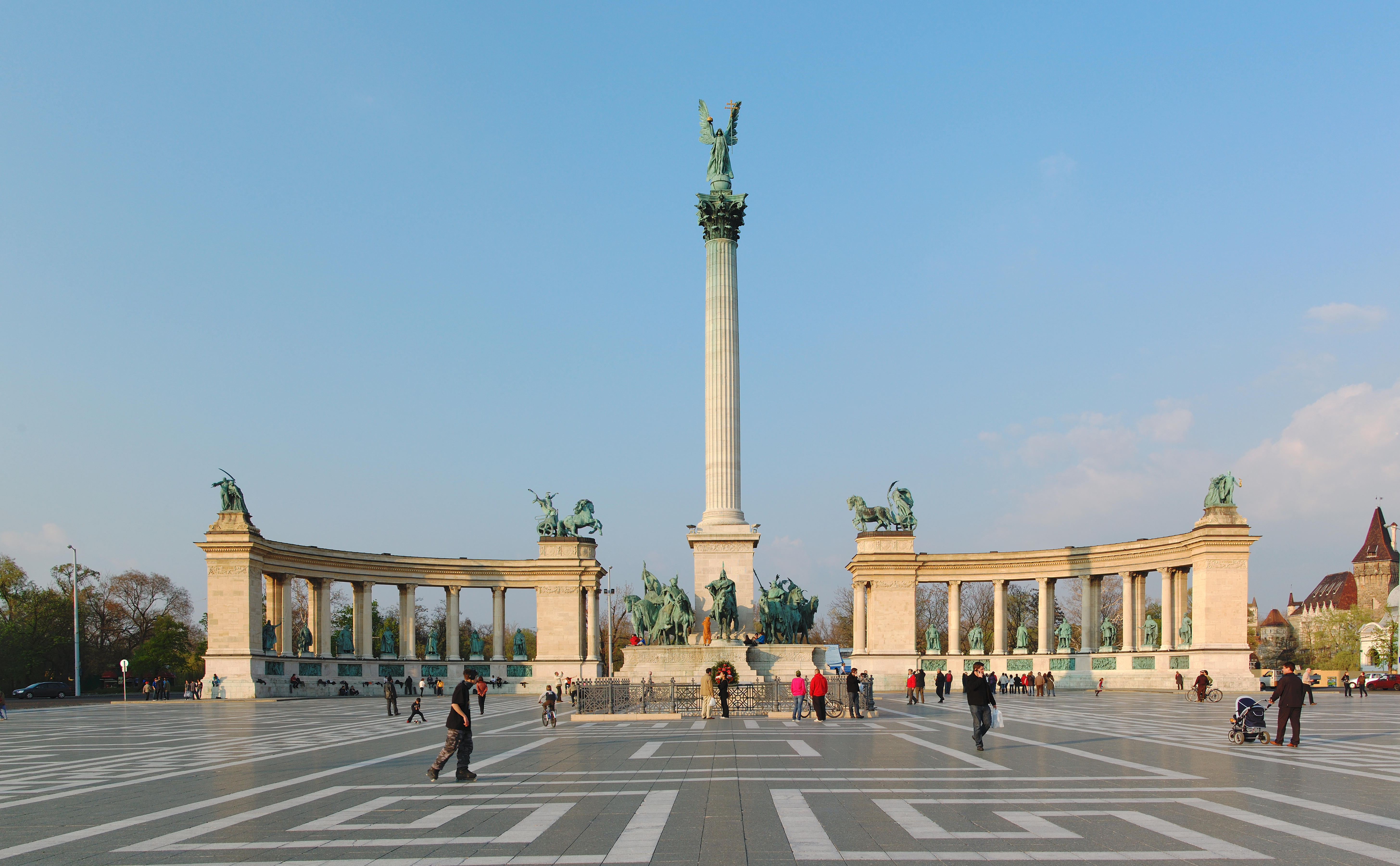
Hjältarnas torg.
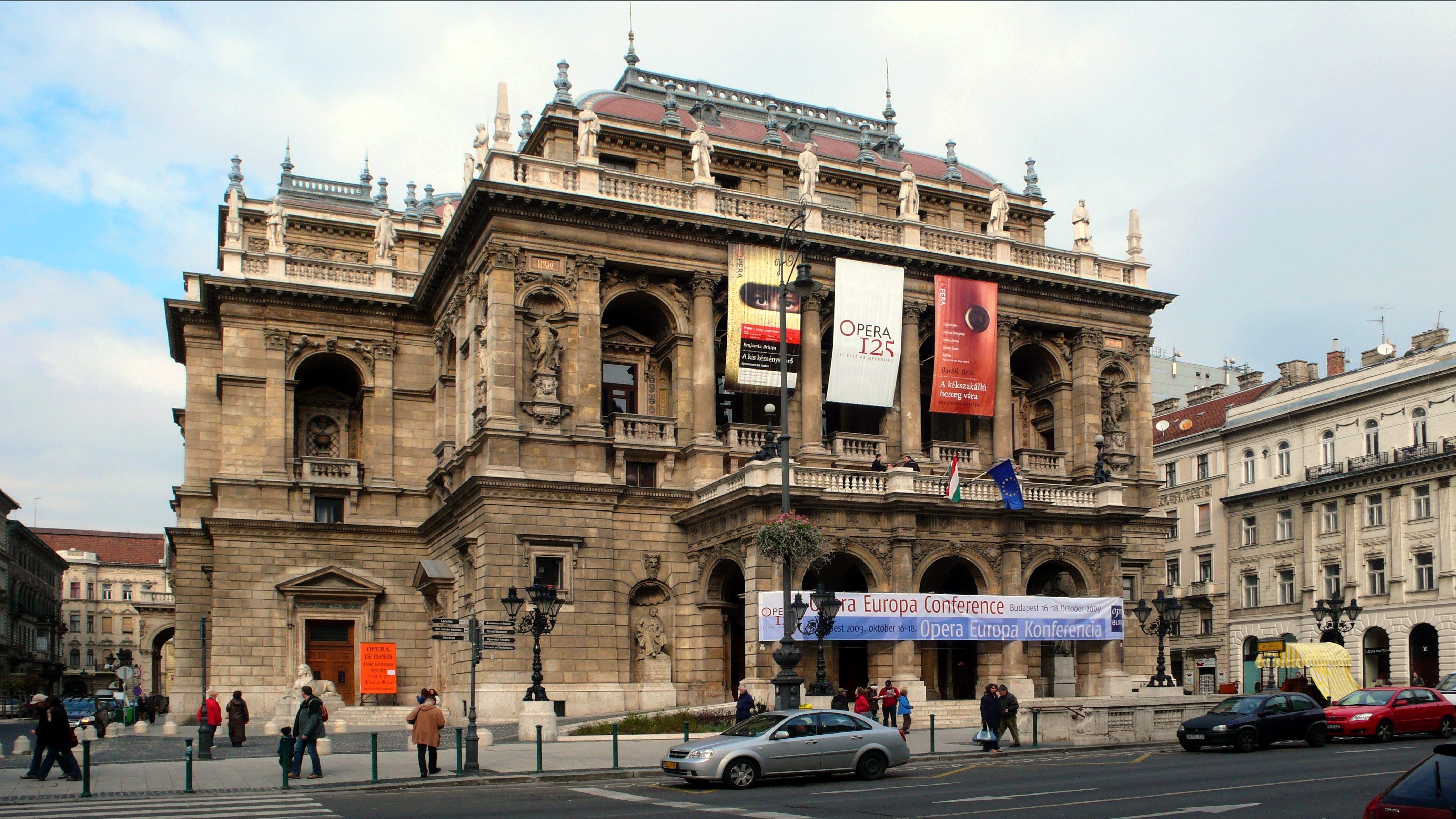
Statsoperan.
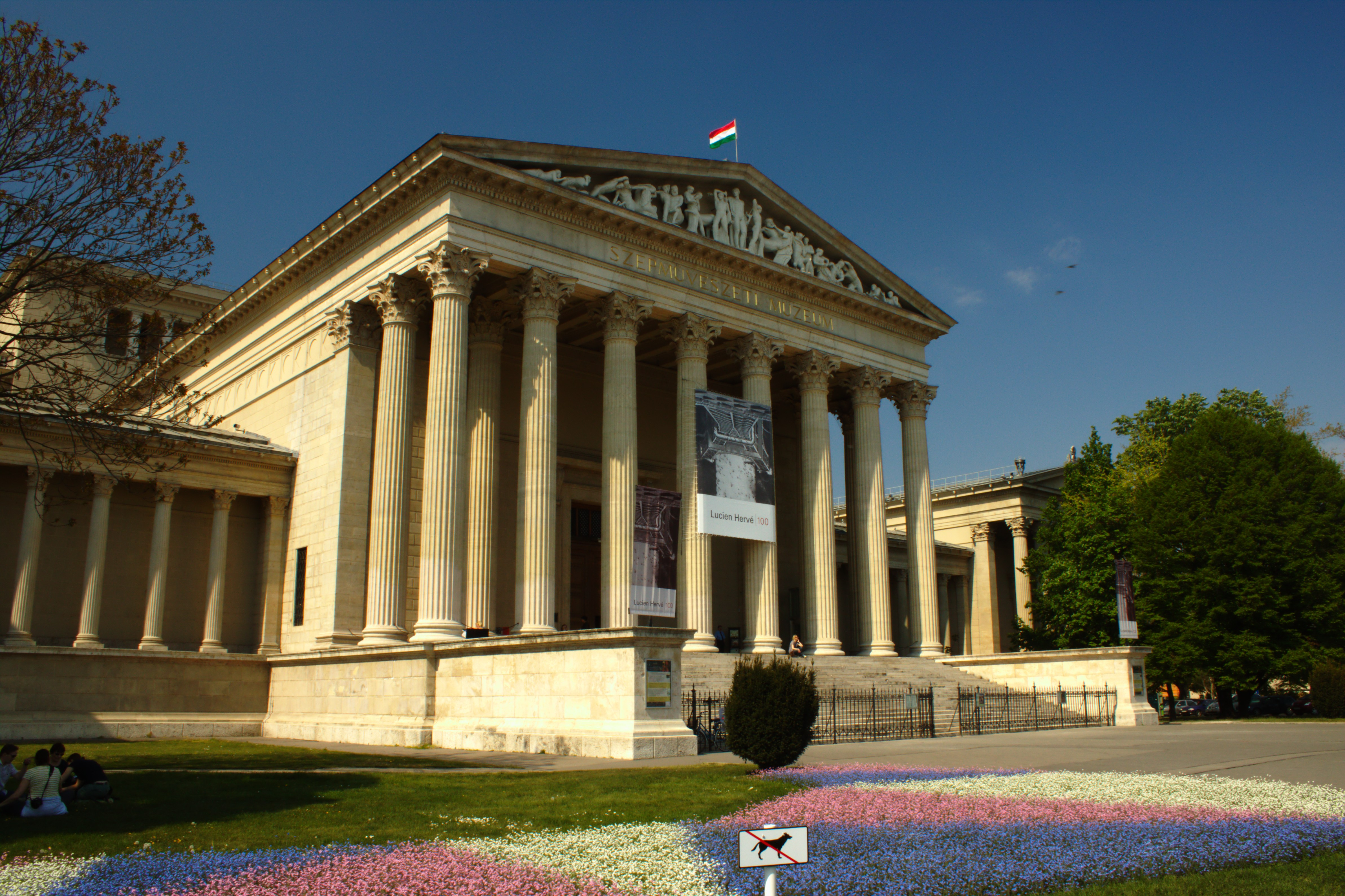
Konstmuseet.
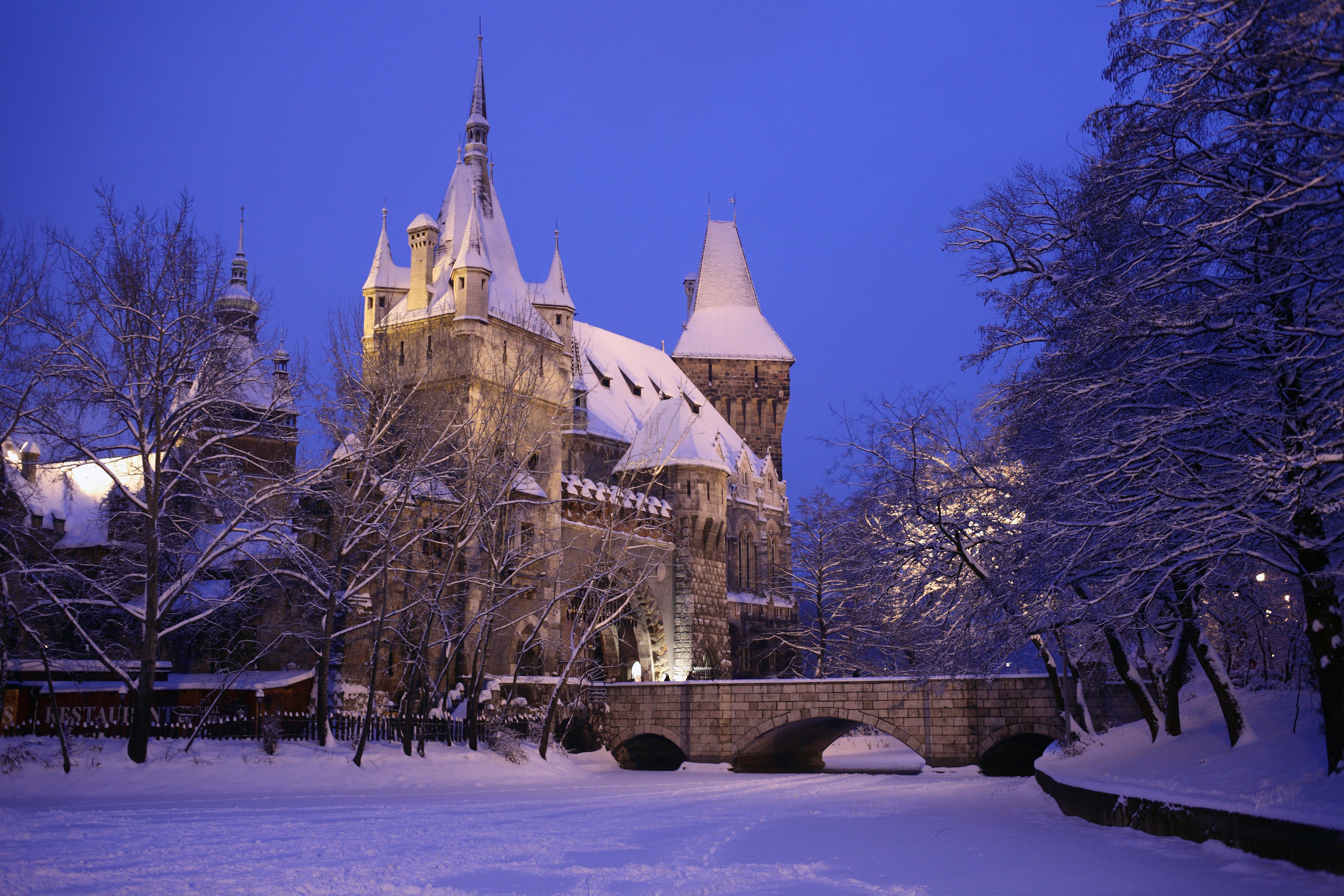
Slottet Vajdahunyad.
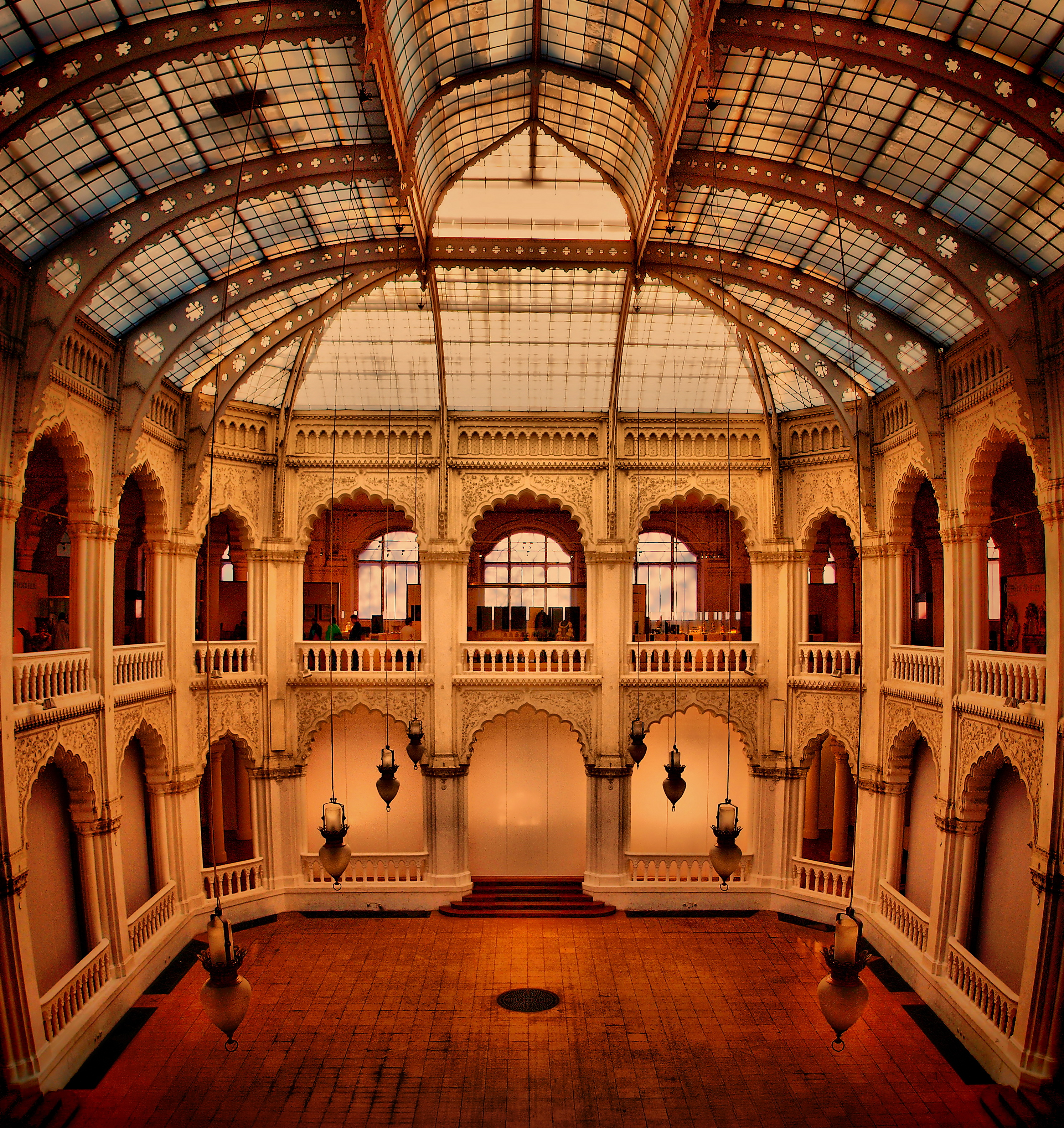
Brukskonstmuseet.
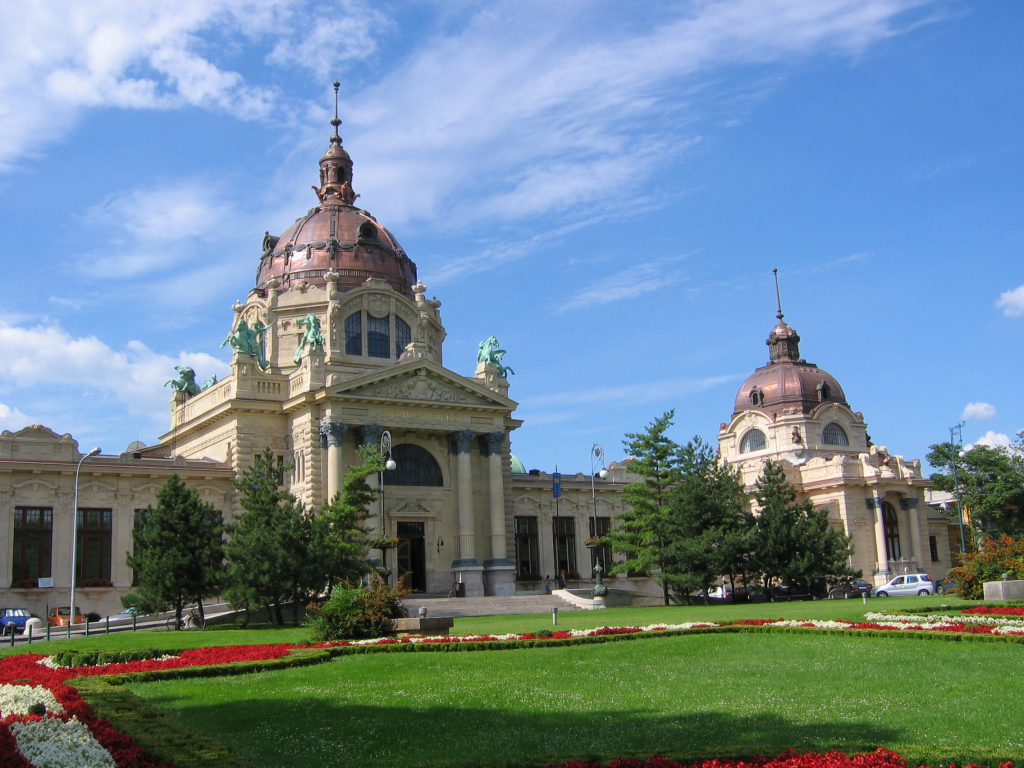
Széchenyi termalbad.
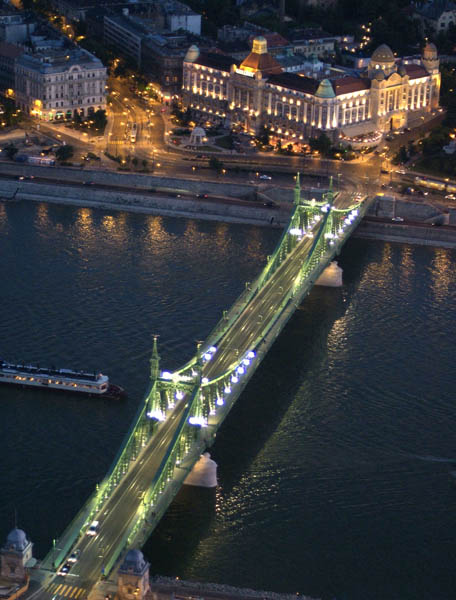
Frihetsbron.
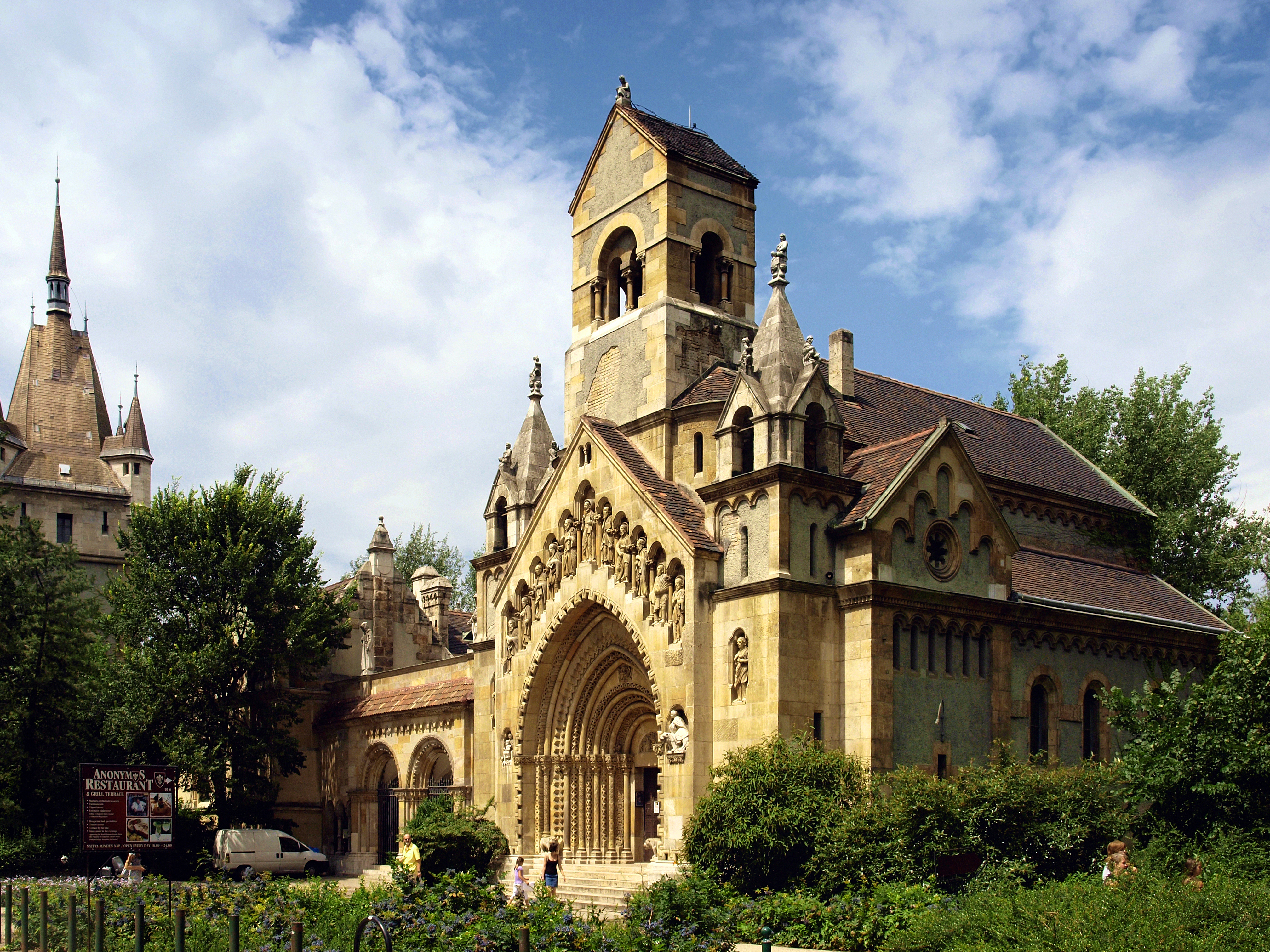
Jákkyrka.
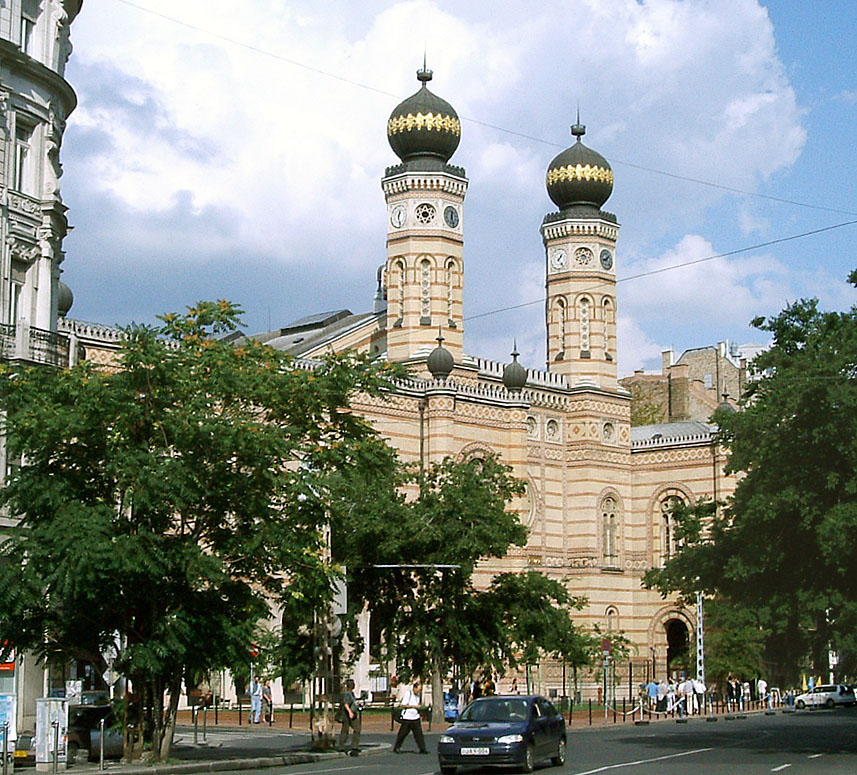
Stora synagogan.